# Pribilci
Pribilci (macedónul: Прибилци) település Észak-Macedóniában, a Pelagonijai körzet Demir Hiszar-i járásában.

## Népesség
| Lakosok száma | 481  | 482  | 436  | 427  | 362  | 270  | 287  | 266  | 153  |
|               | 1948 | 1953 | 1961 | 1971 | 1981 | 1991 | 1994 | 2002 | 2021 |

- 2002-ben 266 lakosa volt, akik mindannyian macedónok.